# 残酷な神が支配する
『残酷な神が支配する』（ざんこくなかみがしはいする）は、萩尾望都の漫画作品。小学館の隔月刊誌「プチフラワー」で1992年から2001年まで連載された。コミックス版、全17巻。文庫版、全10巻。
1997年、「第1回手塚治虫文化賞優秀賞」を受賞。

## 概要
アメリカのボストン、イギリスのロンドンとその近郊を舞台に、性的虐待、近親相姦、ドメスティック・バイオレンス、同性愛、未成年の売春、ドラッグ、トラウマなど、社会が抱えるさまざまな問題を、ある一家の性的な確執を軸に描いたサイコ・サスペンス。
タイトルは英国の作家・批評家、Al Alvarez（アル・アルヴァリーズ）の著書『自殺の研究』（The savage god: A study of suicide）にインスピレーションを受けたと作者はインタビューで語っている。ただし、実際には｢The savage god｣という表現はアルヴァリーズがイェイツの日記から引用したものである。

## あらすじ
ジェルミは、ボストンで母サンドラと二人で暮す男子高校生。サンドラは、勤め先のアンティークショップに客として訪れた英国紳士グレッグ・ローランドと恋に落ち、ほどなく婚約するが、グレッグは精神的にもろいサンドラを盾にとってジェルミに肉体関係を迫る。一度きりの取引としぶしぶ要求に応じたジェルミだったが、子どもが大人の奸計（かんけい）に太刀打ちできるはずもなく、二人の結婚後、イギリスの邸宅リン・フォレストに移ってから更に性的虐待はエスカレートしていく。
ローランド家にはグレッグの先妻の息子イアンとマットがおり、ジェルミはイアンと同じ寄宿学校に編入学する。友人も出来て学校にもなじみ始めるが、帰省のたびにグレッグに身体を弄ばれ、誰にも相談できないまま追いつめられたジェルミは、やがてグレッグに殺意を抱くようになる。クリスマスの前夜、ジェルミは計画を実行に移すが、巻き添えでサンドラまで死なせてしまう。ジェルミは、ショックのあまりますます自分の殻に閉じこもるようになる。
一方、イアンは、ジェルミと父の死に何らかの関係が存在することを察知し、真相を追求しようと決意するが、それはイアンの想像を裏切るものだった。

## 登場人物

### ローランド家
ジェルミ・バトラー
主人公。真面目で素直な、母親思いの男の子。黒髪の天然パーマでまつげが長く、「チャイナ（陶器）のような」肌をもつ美少年。母親を思うあまり継父グレッグにつけこまれ、性的虐待を受けるようになる。母親を名前で「サンドラ」と呼んでいる。本人達に自覚はないものの、サンドラとはお互い共依存しておりその事が虐待や後の事故に繋がってしまう。
グレッグの虐待に堪えきれず殺害を決意するが、同乗したサンドラまで巻き添えにしてしまう。イアンに殺害について詰め寄られ当初は否認するが、サンドラがグレッグと自分の関係を察していたことを知り、殺害を認め入水（じゅすい）自殺を図る。全てを語るが、イアンに受け入れられず、事故にあった自動車は欠陥品としてリコール対象となり、殺人の容疑はなくなってしまう。ボストンに戻り、髪を赤毛に染めてキャスと共に売春夫（男娼）生活に陥るが、キャスの更生施設入りを機に連れ戻され、ロンドンのハムステッド・ヒースでイアンと同居し、売春行為やドラッグをしないように言い渡される。イアンとの生活の中で少しずつだが、精神的に安定していく。その生活の中でイアンに少しずつ惹かれてゆくが、今までの過程から愛することに対して自分の気持ちにブレーキをかけてしまう。
グレッグ・ローランド
一族でさまざまな事業を手がける資産家の当主。外見的には鷹揚（おうよう）で女性に優しく紳士的だが、独善的で支配欲・独占欲が強く嫉妬深い部分も持ち合わせる。サディスティックな性癖を巧妙に隠し、親族や使用人も含め周囲のほとんどの人間を欺き、ジェルミはもちろんナターシャにも虐待行為を行っていた。マットを実の息子と受け入れず冷たい態度をとり続け、マットが苦にして階段から飛び降りたこともある。
自動車事故に巻き込まれ重態となり、意識が回復することなく死亡。死んでなお、亡霊として、ジェルミやイアンの目の前に現れ、ジェルミの心に居座り苦しめ続けた。
サンドラ
ジェルミの母親。夫を亡くして以来息子ジェルミに恋人のように依存する女性。(皮肉にも、亡くなった夫の名前もジェルミであり、容貌も似ていた為、息子に対する依存度が高かったと思われる)ジェルミを亡夫の親族に奪われることを極度に恐れる一方、もとは裕福だったという実家の過去の栄華に憧れている。精神的に弱いだけでなく心臓も丈夫ではない。始終ジェルミを心配させてばかりいる。庭いじりが得意。グレッグの車に同乗し事故に巻き込まれ死亡。ジェルミのガールフレンド・ビビの手紙を盗み読んで、グレッグとジェルミの関係を悟る。死ぬまでそのことを口外することはなかったものの、他人にジェルミを転移するなど、その精神が休まることはなかった。
イアン・ローランド
物語後半のキーパーソンで、もう一人の主人公。グレッグの長男。長身で実母リリヤに似た美男子。特技はボクシングで、不良のレッテルが貼られているが成績優秀。女好きでかなりの放蕩（ほうとう）者だが、様々な面で恵まれているがゆえの自信がある上に熱血漢で正義感も強い一方、グレッグのマットに対する態度が冷たい事にあまり関心を持たなかったり、ジェルミの変化やグレッグに対する態度がおかしいことにも気付かないなど、鈍感で身勝手な部分もある。事故の原因をジェルミに問い詰め、要領を得ないジェルミの態度に凶暴な感情が芽生える。一連の事件の全容に近づくにつれ崩壊していく父親像に耐えきれず、その生理的な嫌悪感から一旦は強引に全てを「否認」するが、ある日に偶然グレッグの書斎で動かぬ証拠を発見したことでついに事件の全容を受け入れた。その後、ジェルミを否定した罪の意識から、ボストンですさんだ生活を送るジェルミを探し出して連れ戻し、ハムステッド・ヒースで同居する。同居する中で精神不安定なジェルミに挑発される形で肉体関係を持ってしまう。いつしかジェルミのことを本当に愛してしまい、関係を絶ちたくないが故、その後も流されるままに肉体関係を継続してしまう。
マット・ローランド
グレッグの次男。容姿は伯母のナターシャ似の為、両親のどちらにも似ていないことでグレッグに疎まれており、また伯母ナターシャに甘やかされたせいもあってわがまま。虚言癖があるため本当のことを言っても信じてもらえることは少なかった。
ナターシャ
イアンとマットの伯母でリリヤの実姉。妹の死後、子供の世話役としてリン・フォレストに同居していた。グレッグに倒錯的行為を強要され、マットを盾にとられ断ることも逃げ出すことも出来ず耐え忍ぶ。一度は、家を出たもののグレッグの再婚後、再びリン・フォレストを訪れる。ジェルミとグレッグの関係は知っていたが、イアンとマットを守るためそのことを口外しなかった。
リリヤ・ローランド
グレッグの先妻でナターシャの妹。ロシア人。ブロンドの髪の華奢な美人で容姿は姉とは全く似ていない。マットの父親の存在を疑うグレッグの仕打ちに耐えられずノイローゼになり、グレッグの目の前で首を吊り自殺。マットを出産した直後に亡くなった。聖女のようだったと言われていたが、マットを妊娠した時期に実は元婚約者と浮気していた。（最終巻で判明）しかし、マットはグレッグの実子だった様子。

### イギリスでの関係者
ナディア
オルガニスト。イアンの恋人。家庭環境が複雑で、不幸な人に必要以上に共感してしまう癖がある。イアンの心がジェルミに向いてからは新しい恋人と付き合うが、イアンへの未練は断ち切れていなかった為、何度かよりを戻そうとするが失敗し、後にイアンとも新しい恋人とも違う男性と結婚した。最終話ではその男性との子供を妊娠中。
マージョリー
ナディアの妹。容姿は姉のナディアと似ている。ジェルミとグループカウンセリングで出会う。幼い頃にした手術の影響で、自殺未遂を繰り返すようになった。母の過保護に嫌気が差しており、ジェルミを巻き込んでは困らせている。
クレア
ナディアとマージョリーの母でバレエ教師。マージョリーをヒステリックなまでに溺愛し、ナディアには厳しくあたる。男好きな恋愛至上主義者。幼児期に性的虐待を受けたことがあり、本人はそのことを忘れていたが、ジェルミと話しているうちに思い出した。
パスカル
ナディアとマージョリーの従兄。牧師の息子。ドラッグマニアのトラブルメーカー。マージョリーと同居している。
ロレンツォ
クレアの恋人でバイセクシャル。パスカルのボーイフレンドでもある。
リンドン・エドリン
保険調査員で、グレッグの事故の担当者。イアンと共に調査をするうちにジェルミと父親の関係を知り、混乱していくイアンの相談相手になった。
シャロン
サンドラの世話のためにローランド家に雇われたメイド。イアンと関係をもち、偶然グレッグとジェルミの関係を知って二人をそれぞれ揺すろうとするが、グレッグの脅迫により逃げ出す。グレッグの死後、ローランド家を訪れ、イアンに逃げ出した真相を語る。
アダン・Z・オーソン
精神科医。追いつめられたジェルミの相談相手になろうとするが、12月初めに末期ガンで亡くなる。
バレンタイン
オーソンの孫娘。エリックの双子の妹。過去に負った精神的ダメージのため言語障害があるが、同年代のジェルミに共感し、やがて心の友となっていく。エリックに再会したことで、声を取り戻す。
エリック
バレンタインの双子の兄。容姿は妹と瓜二つ。ジェルミとグループカウンセリングで出会う。あることがきっかけで、バレンタインとは会ってはいけないことになっている。まだ10代の若さながら妻と子供がいる。
ペネローペ
通称ペン。ボストンから帰ってきた後のジェルミのカウンセラー。
パンジー
寄宿学校の学生。麻薬中毒。
ウィリアム
寄宿学校のジェルミのルームメイト。精神的に不安定なジェルミを心配する。
コスモ
寄宿学校のジェルミの同級生。自動車マニアで、新聞の自動車事故の記事をスクラップしている。

### ボストンでの関係者
キャス
ジェルミのボストン時代の同級生。事故後イギリスから戻ったジェルミと同居し、売春で生計をたてる。ドラッグ常習者の不良であるが、親切で情に厚く、心優しい少年。施設で麻薬中毒から更生することになる。
ビビアン
ボストン時代のジェルミの恋人。

## 収録本
- 『残酷な神が支配する』全17巻、小学館〈プチフラワーコミックス〉、1993年-2001年。
- 『残酷な神が支配する』全10巻、小学館〈小学館文庫〉、2004年-2005年。